# Histoire de l'Alabama
L'Histoire de l'Alabama s'est d'abord confondue avec celle de Louisiane, dont la capitale fut jusqu'en 1723 la ville formée en 1701 autour du fort Louis de la Mobile, sur les terres de l'actuel État de l'Alabama. Les autres sites de la Louisiane française, fort Maurepas (Louisiane) et Biloxi, étaient médiocres sur le plan portuaire et il fallut en choisir un quatrième en 1723, la Nouvelle-Orléans pour avoir une nouvelle capitale, car le versant Alabama de la colonie avait l'inconvénient d'être au cœur des conflits avec les espagnols, même s'il commandait lui aussi l'accès à un important réseau fluvial. La culture du coton, lancée dès le début de la colonie de l'Alabama avec de esclaves de Saint-Domingue deviendra triomphante à partir du milieu des années 1810, à l'époque américaine.

## Les premiers habitants amérindiens

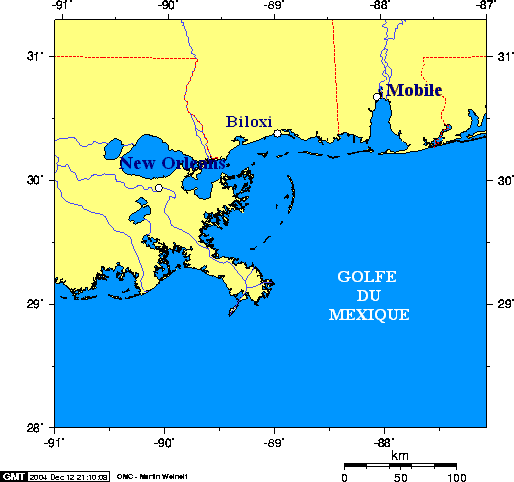
Carte des régions amérindiennes explorées un peu avant 1700 par LeMoyne d'Iberville. Les tirets rouges représentent les limites des États actuels, Louisiane pour la Nouvelle-Orléans, Mississippi pour Biloxi et Alabama pour Mobile, deux villes qui ont pris les noms des tribus indiennes vivant sur le site.

L'Alabama était le pays des autochtones Alibamas, ce qui veut dire « ceux qui débroussaillent », aux côtés desquels vivaient les Cherokees, les Chicachas, les Choctaws, les Koasati et les Mobile, qui donneront leur nom à une ville de la région. Les Tunica-Biloxi formaient une Nation constituée de deux principales tribus, les Tunica et les Biloxi. Nombre d'entre eux descendent des tribus Yazoo (Tunica), Ofogoulas, Sioux, Avoyelles (Natchez) et Muskogean (Choctaw). La langue biloxi fait partie des langues siouanes. La majorité d'entre eux sont toujours bilingues et parlent l'anglais et encore le français.
Le commerce des amérindiens avec le nord-est via l'Ohio dura pendant une période s'étendant de 1000 av. J.-C. à 700 et perdura jusqu'aux premiers contacts avec des européens. Pour les historiens des peuples amérindiens, l'influence méso-américaine est évidente dans la civilisation du Mississippi agraire qui suivit cette période.
Dès 1682, l'explorateur Cavelier de La Salle et l'italien Henri de Tonti scellent des alliances avec les Indiens Quapaws. Quasiment livrés à eux-mêmes, les premiers colons du golfe du Mexique devront compter sur l'aide des Amérindiens, l'éloignement de la métropole leur permettant de se livrer sans problème aux trafics de contrebande, sur une colonie qui s'étend sur une très large bande littorale.

## L'arrivée des français en 1702

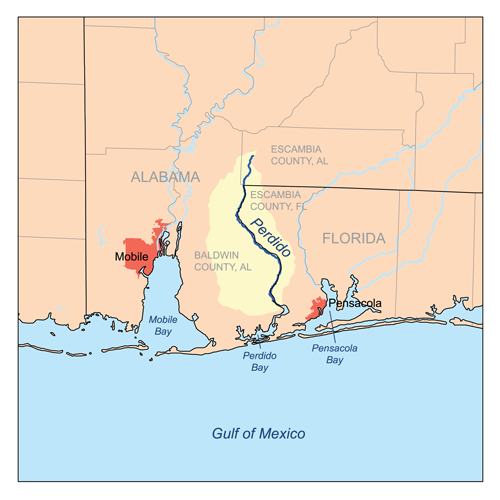
Localisation de La Mobile (Louisiane française) et de Pensacola (Floride espagnole) avec le fleuve Perdido frontière entre les deux empires.

Les Français du Canada cherchent à retrouver l'embouchure du Mississippi en venant directement de France, pour retrouver le lieu où les vingt derniers survivants adultes de l'expédition de René-Robert Cavelier de La Salle ont été massacrés par les indiens de Karankawa en 1688. Ils trouvent par hasard l'embouchure d'une autre rivière, qui leur semble attractive. Parti de France en septembre 1698, Pierre Le Moyne d'Iberville débarque dans la baie sablonneuse de la future colonie de Biloxi en février 1699, où il laisse une garnison de 81 hommes, sur un site portuaire jugé médiocre. Lors d'un second voyage en 1700, il fait bâtir un fort Maurepas en remontant 40 miles sur le Mississippi mais là aussi de nombreux bancs de sable empêchent d'en faire un véritable port. Insatisfait par ces deux sites, il envoie une expédition canadienne conduite par Charles Levasseur explorer en 1701 la région de la baie de Mobile, à 120 kilomètres à l'Est de Biloxi. Charles Levasseur plante en 1701 une croix sur l'emplacement du futur fort Louis de la Mobile dans la baie de Mobile. En janvier 1702, le Québec envoie hommes et matériel pour son édification.
Iberville nomme Henri de Tonti, un ex-camarade d'exploration de René-Robert Cavelier de La Salle, comme ambassadeur auprès des tribus Choctaw et Chickasaw. De Tonti négocie avec eux un accord de paix, aidé par les traductions de Jean-Baptiste Le Moyne de Bienville, 22 ans, petit frère d'Iberville. Dès 1703, les colons français célèbrent le Mardi gras à Mobile, avec la tradition du bœuf gras et des bals masqués, où s'affiche le "Masque de la Mobile". Des sociétés festives (« mystic society » en anglais) sont créées dès les débuts du carnaval avec la Société Saint-Louis, initiée par Nicolas Langlois, renommée en 1711 « Société du bœuf gras » et qui se perpétuera jusqu'en 1861. Iberville sollicite de la France une trentaine de filles pour ses hommes qui fréquentent les Amérindiennes. Le premier contingent de femmes arrive en 1704 à Mobile. Mais en 1704 également, l'épidémie de fièvre jaune emporte Charles Levasseur et Henri de Tonti. Et en 1706, un troisième décès causé par la fièvre jaune affaiblit un peu plus la colonie, celui d'Iberville, l'homme qui avait réussi à obtenir pour elle des concessions auprès de la Cour royale de France.

### L'attaque anglaise de 1709 puis le monopole d'Antoine Crozat

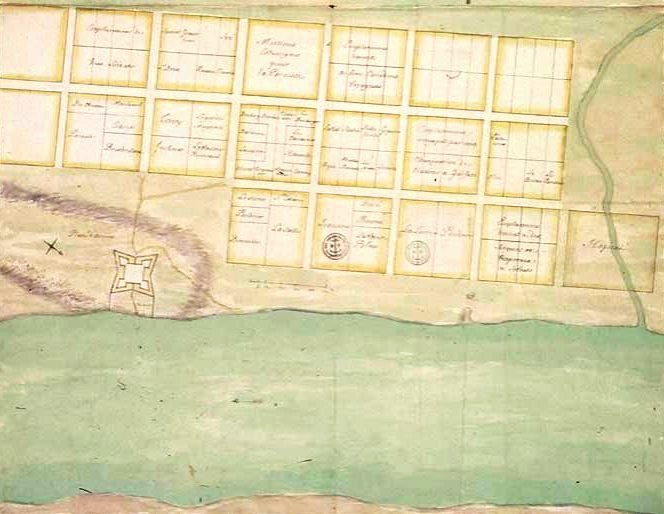
Premier plan de la colonie du fort Louis de la Mobile, qui devra être reconstruit en 1711 pour échapper aux crûes

Dans la première semaine de mai 1709, la tribu des Alabamas, alliée des Anglais, attaqua un village de la tribu des indiens Mobiles, alliés des Français, à une vingtaine de kilomètres au Nord du fort Louis de la Mobile. Les Anglais imitent ainsi les Français, qui avaient réussi à isoler la colonie espagnole de Pensacola en combattant ses alliés amérindiens. L'année suivante, la colonie française est emportée par une nouvelle crûe du fleuve Mobile, à laquelle s'ajoute une épidémie de fièvre jaune contractée par les immigrants français et leurs esclaves venus de Saint-Domingue.
Décimée, la petite colonie doit déménager. Son administrateur, Nicolas de La Salle propose d'aller à quelques kilomètres en aval du fleuve Mobile, hors de portée des inondations et à l'écart des marécages. Mais ce n'est qu'en 1711 que le nouveau fort en bois, plus grand, est bâti en ce nouveau lieu. Il est au centre d'une ville géométrique organisée en 12 pâtés de maisons réguliers et servira de base en 1719 pour l'expédition militaire contre le fort espagnol de Pensacola et la prise de Pensacola.
Entre-temps est créée à Paris la Compagnie de la Louisiane, le 14 septembre 1712, par lettres patentes accordant pour 15 ans le monopole de son exploitation au financier Antoine Crozat dont les affaires sont florissantes à Saint-Domingue. Crozat obtient le privilège de faire venir en Amérique chaque année un bateau de Noirs, et l'asiento, c'est-à-dire le monopole de la traite des esclaves pour les Espagnols. La mort, en 1715, de Louis XIV le prive d'un soutien majeur. Il doit verser en 1716 une taxe de 6 600 000 livres, selon le Journal de l'avocat Barbier (février 1723). Pour payer, il revend la Louisiane au banquier écossais John Law, qui obtient le 23 août 1717 la rétrocession des privilèges de la Compagnie de la Louisiane.

## La vague d'émigration de 1718-1721 et la prise de Pensacola

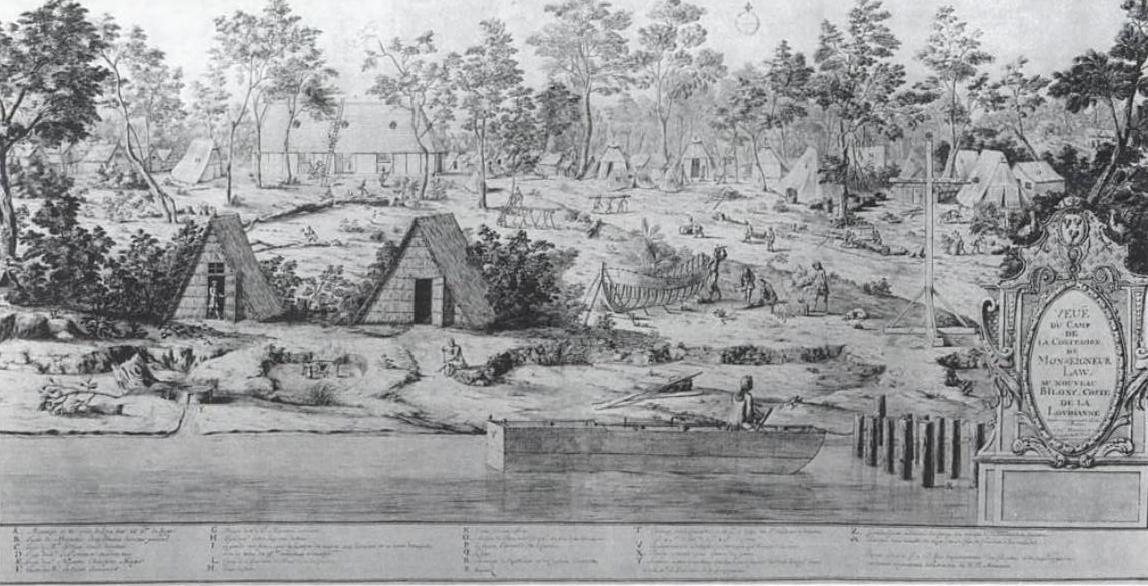
Image du camp de John Law à Biloxi en décembre 1720

À partir de 1717, John Law cherche à recruter des agriculteurs et artisans. Il fait imprimer des brochures publicitaires en Alsace, dans le Wurtemberg, dans le Palatinat, en Franconie, dans le Brandebourg, en Bavière, même dans les pays baltes. Il fait venir aussi des colons d'Italie, de Suède et d'Espagne, et recrute dans les régiments suisses, irlandais et écossais. Plus de 4000 d'entre eux se seraient rendus au port de Lorient, parfois par villages entiers, maire en tête. Mais plus de la moitié des «Allemands» décèdent à Lorient avant de s'embarquer ; seulement 1300 d'entre eux seraient montés à bord des sept navires de la Compagnie et les deux tiers moururent en mer. Entre 1718 et 1721, près de 4 000 Français sont exilés en Louisiane, après des publicités dans le Mercure de France. Mobile est choisie pour les accueillir car le confluent des rivières Tombigbee et Alabama est le moyen d'accéder à l'intérieur des terres sur un large pourtour. Parmi ces 4 000 colons, un millier sont bloqués près d'un an au camp de Biloxi et 2 000 périssent de maladie.

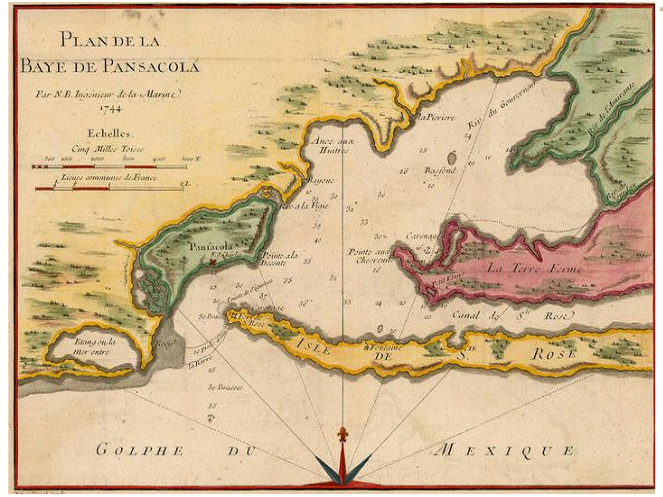
Carte de la baie de Pensacola fermée par l'île de Santa Rosa au XVIIIe siècle.

La déclaration de guerre française à l'Espagne arrive en Louisiane le 19 avril 1719, accompagnée de l'ordre de prendre Pensacola, en Floride espagnole, près du fleuve Perdido, avec 800 soldats embarqués et 400 amérindiens alliés des français qui les suivent depuis la terre. Pensacola est prise en mai puis reprise en août par les espagnols, qui poursuivent sur leur lancée, attaquant le fort Louis de la Mobile, où ils sont repoussés. Cinq navires de renfort, commandés par Gilles-Charles des Nos, arrivent de France en septembre 1719, permettant la prise de Pensacola.
Les Français y resteront jusqu'en 1726, mais avec une toute petite garnison, car le site est rendu officiellement à l'Espagne à la fin de la guerre, en 1722. Les espagnols du Mexique semblent désireux de venir en renfort de la Floride, comme le montre l'Expédition Villasur, dirigée par le lieutenant-général Pedro de Villasur dès 1720. Du coup, la capitale de la Louisiane française est transférée dès 1720, de Mobile à Biloxi. Ce port est cependant moins avantageux que Mobile, qu'il faut continuer à défendre. En 1723, on construit fort Condé de la Mobile, en pierre et en briques, sur le flanc oriental de la colonie. Face à menace espagnole, la capitale de la Louisiane française est à nouveau déplacée vers un quatrième site, celui de la Nouvelle-Orléans, fondée en 1718 par Bienville, sur le Fort Saint-Jean (Louisiane française), simple poste de traite établi en 1701. La Nouvelle-Orléans n'a encore que 203 habitants lorsqu'elle choisie comme capitale en 1723. Trois ans après, sa population a doublé.

## Les guerres contre les indiens le long des rivières Tombigbee et Alabama

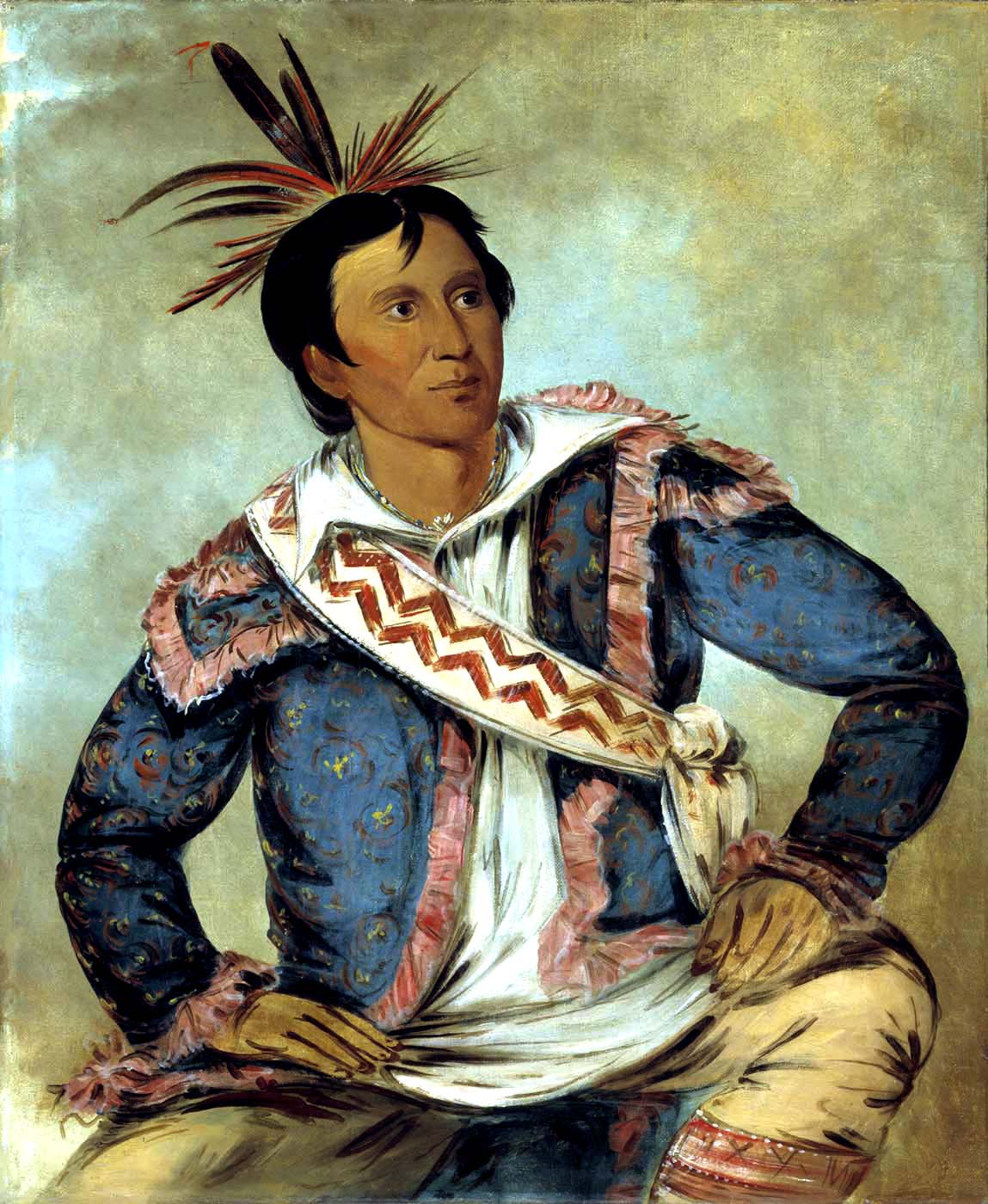
Peter Pitchlynn, chef Choctaw, tribu alliée aux colons français (peinture en 1834 de George Catlin).

Une nouvelle vague d'immigration française arrive en 1734. C'est le long du cours de la rivière Tombigbee, qui monte droit vers le nord, que se sont installés les colons, au milieu des Indiens Choctaw et Chickasaw. Les colons sont menés par Jean-Baptiste Le Moyne de Bienville, encore tout auréolé de la prise de Pensacola de 1719 en Floride contre les espagnols. Il ordonna la construction d'un nouveau fort de Tombeche, pour défendre les frontières orientales de la Louisiane face aux incursions anglaises et protéger les amérindiens de la Nation Choctaws, alliés des Français face aux tribus Chickasaw. Un précédent fort avait été fondé vingt ans plus tôt, à l'époque d'Antoine Crozat, propriétaire de la Louisiane française, entre 1712 et 1715. Situé à 430 kilomètres au nord de Mobile et de fort Condé, il a tiré son nom de la Tombigbee (rivière), deviendra ensuite un poste de traite et un dépôt de fourrure, français puis américain, cédant ensuite la place à la cité de Saint Stephens, comme première capitale du territoire de l'Alabama.
Deux ans seulement après son arrivée, en 1736, Bienville organise une expédition punitive contre les indiens Chicachas, coupables d'avoir donné refuge aux chefs Natchez, responsables de la tuerie de 1729 au Fort Rosalie, sur le Mississippi. Son plan était de remonter la rivière Tombigbee, atteignant les villages Chicachas par le sud, tandis que le major Pierre d’Artaguiette, venant des Illinois avec 140 Français et 266 Indiens, s’approcherait par le nord-ouest pour le retrouver au comptoir des Anglais près de Fulton. Le 25 mars, Bienville tardant à paraître, d’Artaguiette, voyant ses vivres s’épuiser, attaqua trois villages chicachas près du village actuel de Pontotoc (Mississippi) mais fut cerné. D’Artaguiette et ses officiers furent saisis par les Chicachas et brûlés. En 1746, le gouverneur de la Louisiane Pierre de Rigaud de Vaudreuil a de nouveau combattu les Indiens vivant le long de ces rivières, cette fois les tribus choctaw.

## Entre 1763 et 1803, quatre puissances se disputent le contrôle

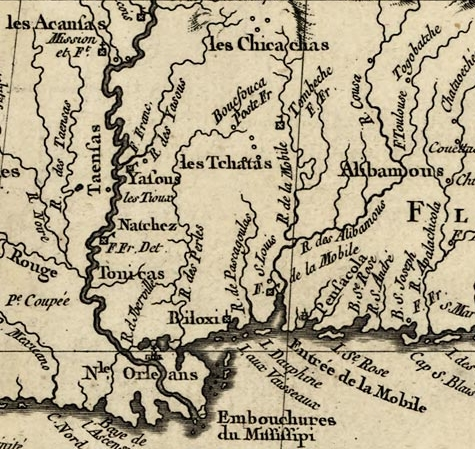
Localisation du fort de Tombeche

La région restera française jusqu'en 1763, puis deviendra la composante ouest de la Floride occidentale britannique de 1763 à 1780, qui devient la Floride occidentale espagnole de 1780 à 1814. Le nord et le centre de l'actuel Alabama, font partie, de 1763 à 1783, d'une des treize colonies britanniques d'Amérique, la Géorgie, dont les contours sont imprécis et fluctuants. Ces terres n'intéressent pas encore les américains. En 1783, le site du fort de Tombeche est pris par les troupes espagnoles, qui profitent de l'affaiblissement britannique causé par la Guerre d'indépendance américaine. Au tout début du XIXe siècle, en 1800, les terres fertiles des bords de la Tombigbee (rivière) comptent 1 250 habitants : c'est la deuxième colonie du grand sud, hors-Nouvelle-Orléans, après le Natchez District, qui en compte 4 500 grâce à l'essor du coton à partir de 1795. Ces 1 250 habitants de la Tombigbee (rivière) resteront sous domination espagnole jusqu'à la proclamation en 1810 de la République de Floride occidentale.
Au début du XIXe siècle, la Louisiane (région confinée à l'ouest du Mississippi) change de mains deux fois de suite: la France l'achète secrètement aux Espagnols par le traité de San Ildefonso (1800) pour la céder rapidement aux américains trois ans après lors de la vente de la Louisiane. Mais les terres de l'actuel Alabama sont restées espagnoles, comme toute la rive orientale du Mississippi. Elles ne deviendront une composante du territoire du Mississippi américain qu'après l'épisode sanglant de .[Quoi ?]

## La république de Floride occidentale proclamée en 1810

Bonnie Blue Flag, le drapeau de la république de Floride occidentale, en 1810

La république de Floride occidentale, rêvée par des planteurs de coton, s'étendait jusqu'à la rive orientale du Mississippi, espagnole jusqu'en 1810. En 1796, la plantation de Selsertown accélère l'histoire de la culture du coton: le mécanicien John Barclay met en service une copie pirate de l'égreneuse à coton inventée trois ans plus tôt en Géorgie par Éli Whitney. Son meilleur ami, Daniel Clark, négociant avec Saint-Domingue, en fait la promotion auprès des planteurs de coton du Natchez District. Leur production quadruple en deux ans. L'associé de Daniel Clark est Daniel Coxe, frère du politicien Tench Coxe, rallié au futur président Thomas Jefferson, lors de la campagne présidentielle de 1800. C'est l'époque où se créé la zone franche de la Nouvelle-Orléans. La Louisiane est vendue par les espagnols aux français en 1800.
La spéculation immobilière recherche de bonnes terres à coton. Elle espère que les espagnols cèdent aussi l'est du Mississippi, ce qui ne se produit pas. Les trois frères Kemper, Reuben, Samuel et Nathan Kemper, des agents immobiliers venus de Virginie, se placent au service de John Smith (sénateur), qui a acheté 750 acres dans la Paroisse de Feliciana Ouest, en 1800 à St. Francisville (Louisiane). Les frères Kemper pillent leurs voisins espagnols, le 7 août 1804, en compagnie d'un trentaine de « ruffians » arborant un drapeau avec deux étoiles et sept bandes. À leurs débuts, ils sont soutenus par Edward Livingston et Daniel Clark, et même par l'intendant espagnol Juan Ventura Morales. L'armée espagnole les arrête. Daniel Clark négocie une amnistie auprès du nouveau gouverneur espagnol Carlos de Grand pré, qui refuse.
En 1809, après des émeutes anti-françaises à Cuba, les réfugiés français de Saint-Domingue en Amérique doivent à nouveau déménager. Ils mettent le cap sur cette république de Floride occidentale, encore en filigrane, et participent à une nouvelle rébellion contre les espagnols en 1810, lors d'assemblées en juin. Le 23 septembre, les rebelles submergent la garnison espagnole de Bâton-Rouge, et déploient le drapeau de la nouvelle république: une étoile unique blanche sur un fond bleu. Ce drapeau sera plus tard nommé le Bonnie Blue Flag. Le 27 octobre 1810, une partie de la Floride occidentale est annexée par une proclamation du président des États-Unis James Madison. Les Américains prennent ensuite possession de St. Francisville le 6 décembre 1810 et de Bâton-Rouge le 10 décembre 1810, pour les incorporer dans le tout récent territoire d'Orléans. Dans la foulée, ils annexent le district de Mobile au territoire du Mississippi en 1812. La guerre de 1812 entraîne dès 1813 l'occupation de Mobile par l'armée américaine, ce qui sécurise l'accès à l'océan pour les planteurs de coton.

## La colonie de la vigne et de l'olivier, des réfugiés de Saint-Domingue

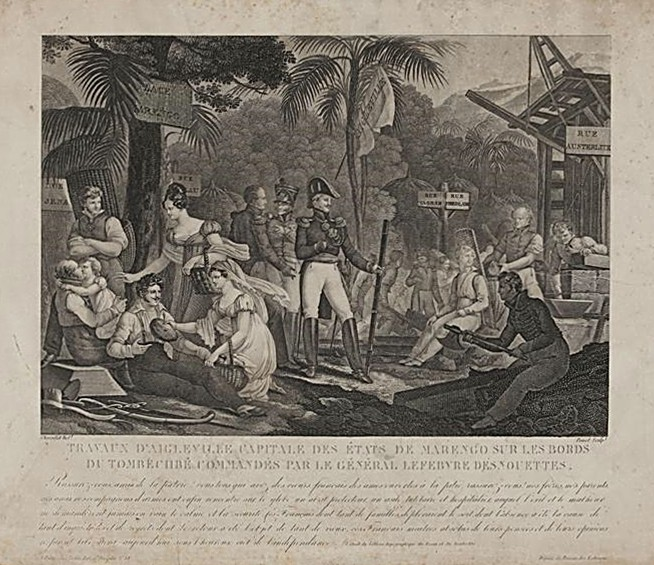
Fondation d'Aigleville, capitale de la colonie de la vigne et de l'olivier, dans le Comté de Marengo.

Le 3 mars 1817, le congrès américain vote un avis favorable à la création d'une colonie qui fait beaucoup parler d'elle depuis des années, la Vine and Olive Colony, à cent kilomètres au nord de Mobile. Deux généraux napoléoniens rescapés de Waterloo, Charles Lefebvre-Desnouettes et François Antoine Lallemand, mènent plusieurs centaines de planteurs français de l'île de Saint-Domingue qui ont perdu leurs terres après la révolution noire haïtienne. Ils s'installent dans le comté de Marengo, lui donnant le nom d'une bataille gagnée par Napoléon en 1800. Ce comté restera un haut-lieu de l'histoire de la culture du coton jusqu'en 1930, la « vigne et l'olivier » servant de paravent aux fondateurs. La plupart des premiers planteurs étaient des figures des réfugiés français de Saint-Domingue en Amérique, qui ont fui avec leurs esclaves. Le chef-lieu de la colonie est Aigleville. Les planteurs français, parmi lesquels Frederick Ravesies, créent la ville de Demopolis.
Le projet fut défendu dès 1816 par Jean-Simon Chaudron, directeur du journal L'Abeille Américaine lu par la communauté des réfugiés de Saint-Domingue à Philadelphie. Le futur vice-président de la colonie, William Lee, ex-consul d'Amérique à Bordeaux, joua un rôle important dans l'obtention des terres, en ralliant trois leaders politiques américains, Thomas Jefferson, James Madison, et James Monroe. Washington voulait sécuriser l’enclave portuaire de Mobile d’où les Américains ne chassèrent les Espagnols qu’en 1813. Le général François Antoine Lallemand, fondateur de la colonie, parvint en 1820 à recruter 120 de ses membres, pour fonder une nouvelle colonie, le Champ d’asile, au Texas.

## «L'Alabama Fever», une population multipliée par quinze en dix ans
Lorsqu'en 1814 le traité de Fort Jackson met fin à la guerre de 1812, les industriels textiles recherchent de nouvelles sources d'approvisionnement, car la guerre a déclenché une très forte hausse des cours du coton. La loi américaine du 3 mars 1817 a décidé de couper en deux le territoire du Mississippi, fondé en 1798, pour créer à l'est le territoire de l'Alabama. Des terres sont vendues pour des sommes très faibles, ou attribuées via des loteries, entraînant une gigantesque spéculation immobilière qui ne s'arrêtera qu'avec la panique de 1837. La plupart de ces colons venaient de Virginie, Caroline et Géorgie. La ruée vers l'or blanc du coton, dont l'Alabama est devenu un grand producteur, tout le long de la rivière Tombigbee entraîne une multiplication par quinze de la population en dix ans. Résultat, deux ans seulement après sa création, le territoire est devenu le 22e État de l'Union en 1819. Sa population est passée de 9 046 habitants en 1810 à 127 901 personnes en 1820. L'essentiel se fait lors des trois dernières années de la décennie. Lorsque William Wyatt Bibb, venu de Géorgie, est élu gouverneur Parti républicain-démocrate en 1817, il n'y a encore qu'une quinzaine de milliers d'électeurs. Les réfugiés français de Saint-Domingue en Amérique de la « Vine and Olive Colony » ont montré l'exemple en s'installant à plus de cent kilomètres au nord de Mobile, en plein territoire indien.